# Anna Elisabeth Achatz
Anna Elisabeth Achatz (geb. Strassmayr, bis 28. September 2000 Aumayr, * 7. Mai 1950 in Hörstorf, Gemeinde Fraham) ist eine österreichische Landwirtin und ehemalige Politikerin (FPÖ). Sie vertrat zwischen 1990 und 2002 die FPÖ als Abgeordnete im Österreichischen Nationalrat.

## Ausbildung und Beruf
Achatz besuchte zwischen 1956 und 1964 die Volks- und Hauptschule und absolvierte von 1964 bis 1967 eine kaufmännische Lehre in einem Baumeisterbetrieb. Sie war im Anschluss bis 1970 als Bürokauffrau tätig und besuchte von 1970 bis 1971 eine landwirtschaftliche Fachschule für Mädchen. Seit 1972 ist sie als Landwirt tätig.

## Politik
Achatz wurde 1989 Mitglied des Umweltbeirat Oberösterreich und 1990 Mitglied im Bäuerinnenrat der Landwirtschaftskammer. Am 5. November 1990 zog sie für die FPÖ in den Nationalrat ein, dem sie bis zum 19. Dezember 2002 angehörte. Seit dem Jahr 2000 bis zu ihrem Ausscheiden war sie Klubobmann-Stellvertreterin des FPÖ-Parlamentsklubs.

## Privates
Achatz war ab dem 28. September 2000 mit dem oberösterreichischen FPÖ-Politiker Hans Achatz verheiratet, der im Jahr 2017 verstarb. In erster Ehe war sie mit Gerald Aumayr verheiratet, dieser Ehe entstammen zwei 1974 und 1977 geborene Kinder.

## Auszeichnungen
- 2000: Großes Goldenes Ehrenzeichen für Verdienste um die Republik Österreich[1]